# Strasburger Poort
De Strasburger Poort (Pools: Brama Brodnicka) (Duits: Strasburger Tor) is een stadspoort in de Poolse stad Nowe Miasto Lubawskie (Duits:Neumark in Westpreußen). De stad werd gelijk als stad door de Duitse Orde in 1325 gesticht.
De gotische poort is een voorbeeld van baksteengotiek en staat op deze plek sinds medio 14e eeuw. De poort maakt onderdeel uit van de stadsmuur van Nowe Miasto Lubawskie. De stad beschikte over meerdere stadspoorten, naast de Strasburger Poort is de Löbauer Poort behouden gebleven. De Strasburger Poort bestaat uit drie verdiepingen.

## Afbeeldingen

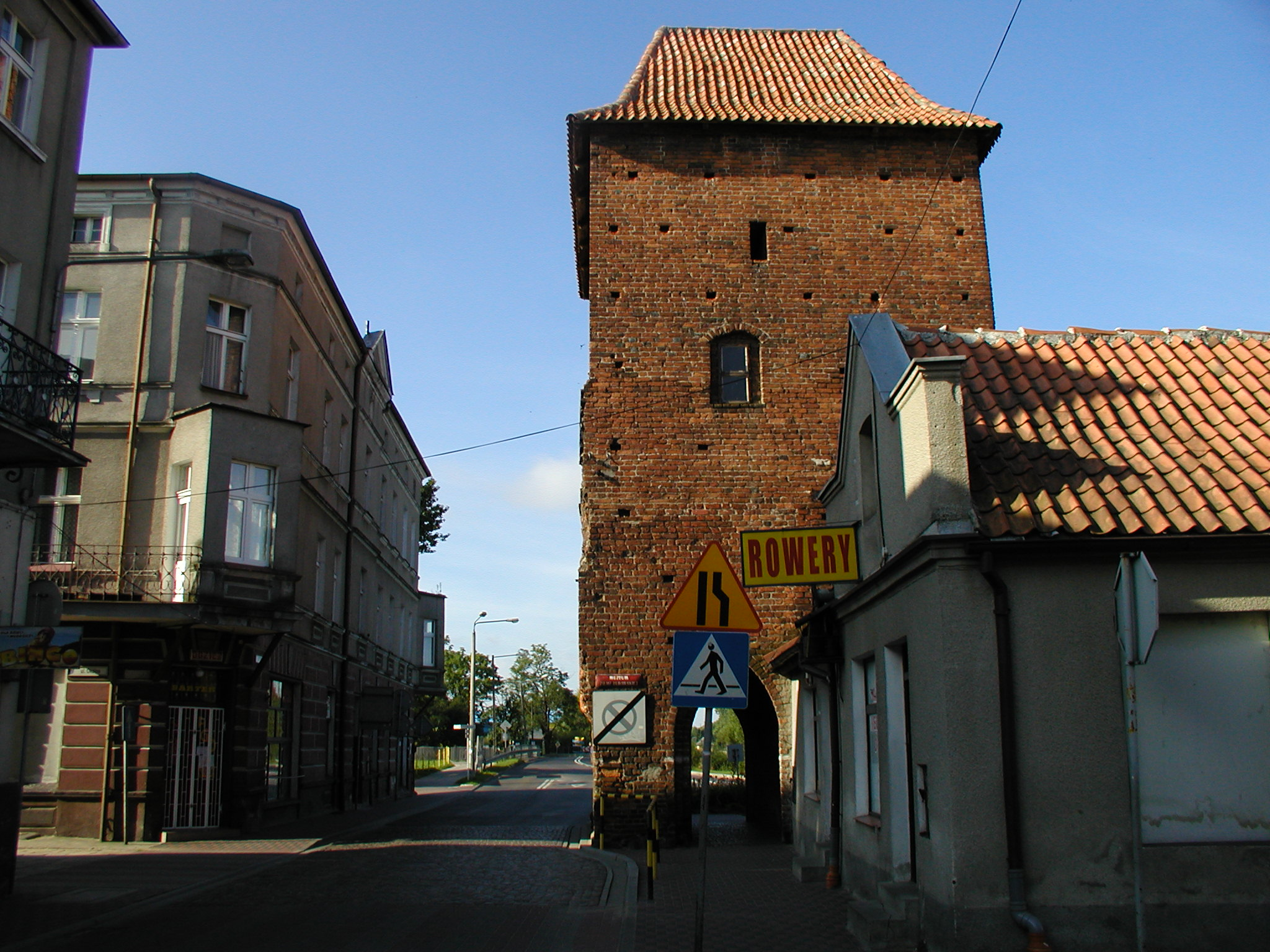
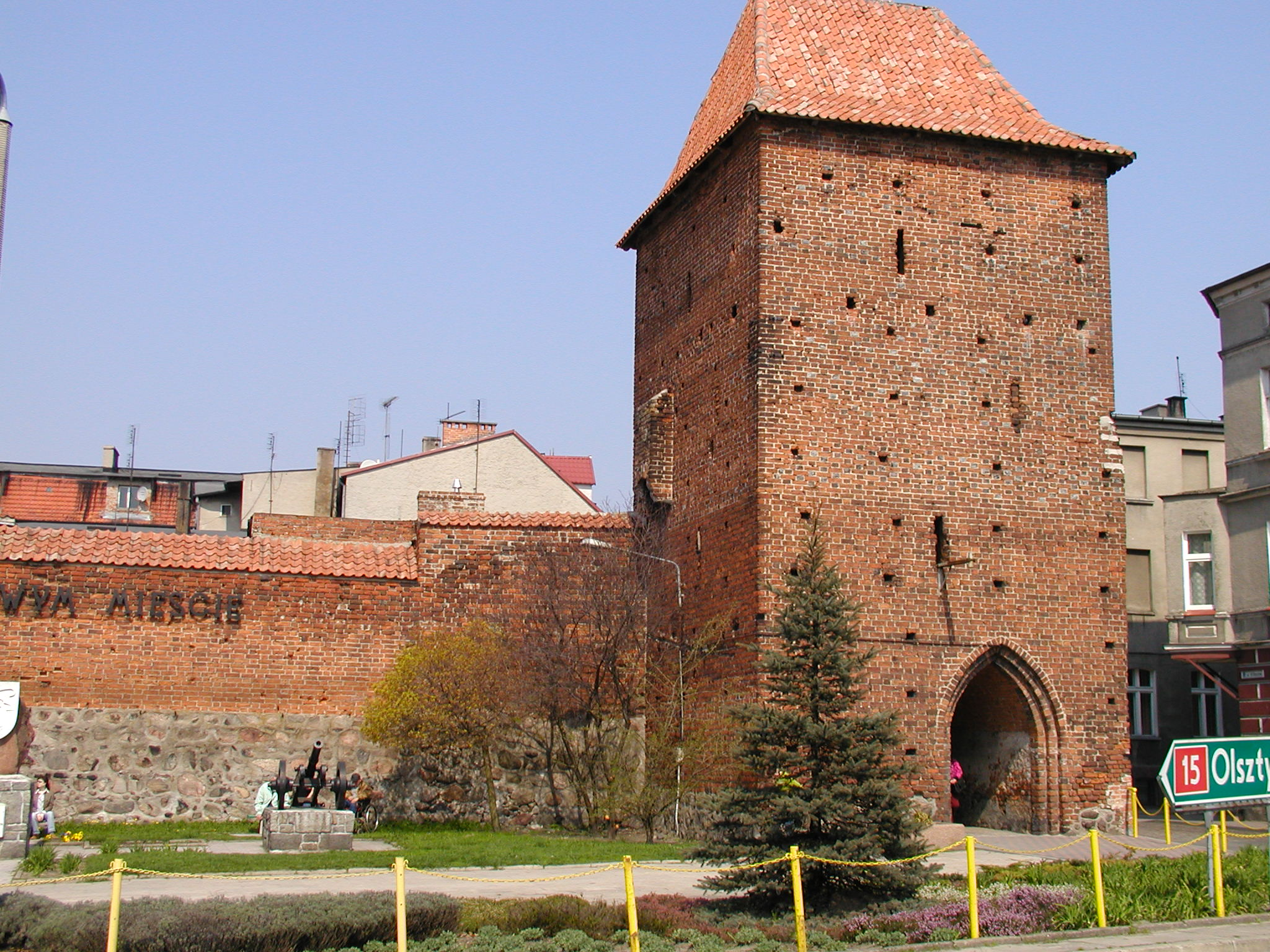
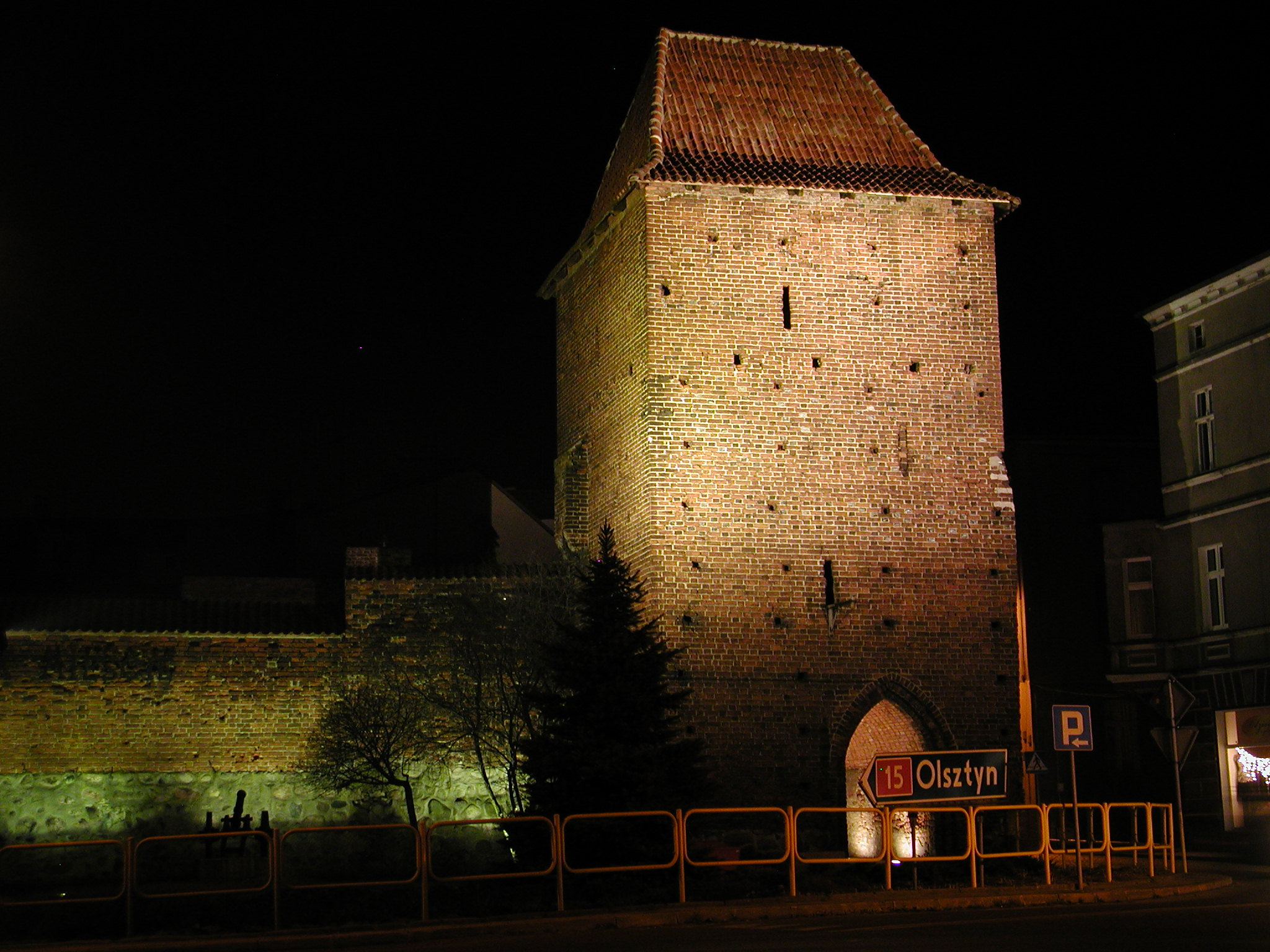